# ويليام إس. ديريك
ويليام إس. ديريك (بالإنجليزية: William S. Derrick)‏ هو سياسي أمريكي، ولد في 1802، وتوفي في 15 مايو 1852.